# 日本病跡学会
日本病跡学会（にほんびょうせきがっかい、英:  The Japanese Assoclation of Pathography）は、病跡学の研究を進め、その普及をはかることを目的として結成された学会である。
主な事業活動は学術講演会の開催、学会誌の発行などである。
『日本病跡学雑誌』を年2回発行する。

## 学術奨励賞
- 日本病跡学会賞
- 日本病跡学会奨励賞